# Charles-Irénée Castel de Saint-Pierre
Charles-Irénée Castel ou abade de Saint-Pierre (Saint-Pierre-Eglise, 18 de fevereiro de 1658 – Paris, 29 de abril de 1743) foi um filósofo francês. Foi precursor das organizações internacionais, participou do Congresso de Utrecht em 1712 e membro da Academia Francesa de Letras. Sua obra foi: Projeto de paz perpétua (1713).

## Biografia
Saint-Pierre nasceu no castelo de Saint-Pierre-Église perto de Cherbourg, onde seu pai, o Marquês de Saint-Pierre, era grão- bailli de Cotentin. Ele foi educado pelos Jesuítas. O caçula de cinco filhos e inadequado para a carreira militar devido a problemas de saúde, ele se tornou um padre.
Ele foi introduzido por conexões familiares nos salões de Madame de la Fayette e da Marquesa de Lambert em Paris. Ele foi eleito para a Académie française em 1695, embora não tivesse produzido nenhum trabalho notável; sua eleição foi um episódio da Quarrel of the Ancients and the Moderns, sendo Saint-Pierre um claro representante deste último. No mesmo ano, ele ganhou uma posição na corte como capelão de Madame, a cunhada do rei. De 1703 até sua morte, ele foi abade de Tiron.
Ao contrário da opinião amplamente aceita, não foi enquanto trabalhava como negociador do Tratado de Utrecht (1712-13) que ele desenvolveu seu projeto de paz universal. Saint-Pierre trabalhou na ideia em 1708 e publicou as primeiras versões em 1712.
Em 1718, ele publicou Discours sur la polysynodie, onde propôs que os ministros nomeados fossem substituídos por conselhos eleitos. Como consequência de suas críticas à política de Luís XIV (falecido em 1715), ele foi expulso da Académie no mesmo ano.
Em 1724, com Pierre-Joseph Alary, ele fundou o Club de l'Entresol, um grupo de discussão independente sobre o modelo inglês; o clube foi fechado por Luís XV por motivos políticos em 1731.
Ele morreu em Paris em 29 de abril de 1743 com 85 anos.

## Ideias
As obras de Saint-Pierre são centradas em uma crítica aguda e visionária da política, do direito e das instituições sociais. Ele teve uma grande influência sobre Rousseau, que deixou elaborados exames de alguns deles, e foi um precursor do ensaio de Kant de 1795 sobre a paz perpétua. Ele pode ser visto como um dos primeiros defensores das ideias do Iluminismo.
Saint-Pierre foi um dos primeiros a mencionar a possibilidade de uma união europeia feita por Estados independentes e autônomos. Seu trabalho em uma comunidade europeia inspirou diretamente a ideia de uma ordem internacional baseada no princípio da autodefesa colectiva, e foi importante para a criação do Concerto da Europa, e mais tarde a Liga das Nações, cuja sucessor é a Organização das Nações Unidas. Frederico, o Grande, da Prússia, escreveu Projet pour rendre la paix perpétuelle en Europe: "O Abade de Saint-Pierre me enviou um belo trabalho sobre como restabelecer a paz na Europa. A coisa é muito praticável. Tudo o que falta para ter sucesso é o consentimento de toda a Europa e alguns outros pequenos detalhes".
As ideias contribuídas por Saint-Pierre incluem:
- um sistema tributário equitativo, incluindo um imposto de renda graduado,
- educação pública gratuita, tanto para mulheres quanto para homens,
- melhorar o estado do transporte para o comércio,
- uma corte internacional e liga de estados (Projet de paix perpétuelle 1713),
- uma monarquia constitucional, auxiliada por um sistema de conselhos e uma academia de especialistas (Discours sur la polysynodie 1718).

## Trabalhos

### Livros impressos
- Ouvrages de morale et de politique. Rotterdam: J.-D. Beman; Paris: Briasson, 1733–1740
- Projet pour rendre la paix perpétuelle en Europe. Utrecht: A. Schouten, 1713
- A lasting peace through the federation of Europe; and, The state of war English translation
- Discours sur la polysynodie. Amsterdam: Du Villard & Changuion, 1719
- Projet pour perfectionner l'éducation. Paris: Briasson, 1728[7]
- Abrégé du projet de paix perpétuelle. Rotterdam: J.-D. Bernan, 1729.
  - An Abridged Version of the Project for Perpetual Peace, ed. Roderick Pace, trans. Carmen Depasquale. Valletta: Midsea Books, 2009. ISBN 978-9993272373
- De la douceur. Amsterdam: Briasson, 1740
- André Robinet (ed.), Correspondance G. W. Leibniz, Ch. I. Castel de Saint-Pierre, Paris: Centre de philosophie du droit, 1995. ISBN 978-2911495007

### Correspondência
Saint-Pierre trocou cartas com vários luminares de sua época, incluindo Voltaire. Suas cartas muitas vezes terminavam com a fórmula "Paraíso para quem faz o bem".